# Karotická endarterektomie

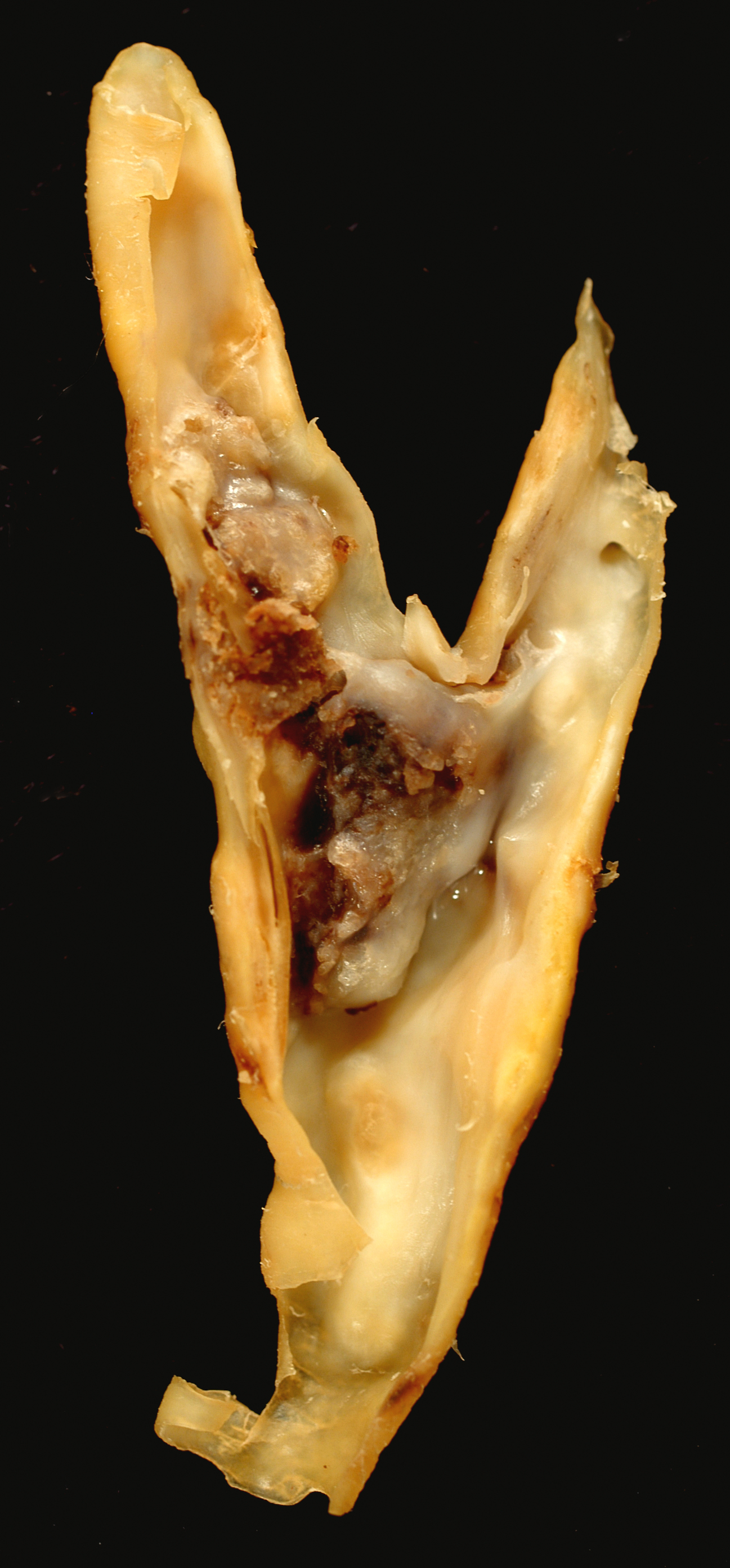
Část karotické arterie s plakem

Karotická endarterektomie (anglicky: Carotid endarterectomy, odtud zkratka CEA) je preventivní chirurgická operace, jejímž principem je odstranění aterosklerotického plátu z bifurkace (větvení) společné krkavice a odstupu vnitřní krkavice (arteria carotis interna) z podélné arteriotomie.
Při selhávání Willisova okruhu a riziku vzniku ischemie během endarterektomie (není používán paušálně pro riziko embolizace během jeho zavádění) během operace je indikováno použití „dočasného zkratu.“ Výhodou neurochirurgického přístupu je především operační mikrotechnika (op. mikroskop, mikroinstrumentárium).
K operaci jsou indikováni bezpříznakoví pacienti (primární prevence) při stenóze lumina (zúžení průsvitu cévy) vyšší než 60 % a symptomatičtí pacienti po ischemické atace (sekundární prevence) při zúžení lumina vyšší než 50 % (za předpokladu, že morbidita a mortalita pracoviště nepřesahuje u asymptomatických pacientů 3 % a symptomatických 6 %).